# Kalikleas
Kalikleas (Καλικλέας; Καλλικλέας) war ein antiker griechischer Töpfer, der Mitte des 7. Jahrhunderts v. Chr. auf Ithaka tätig war.
Kalikleas ist durch eine Signatur (Καλικλέας ποἰασε, Kalikleas machte) am Hals eines aus Ton gefertigten Fackelständers bekannt. Die im lokalen Dialekt und Alphabet gehaltene Inschrift ist eine der ältesten griechischen Töpferinschriften überhaupt. Der Fackelständer erinnert an den prothokorinthischen Vasentypus der Platschkanne. Der Ständer wurde 1932 gefunden. Weitere Töpferarbeiten werden Kalikleas aufgrund stilistischer und maltechnischer Ähnlichkeiten zugewiesen. Die Produkte werden in die Zeit zwischen 675 und 650 v. Chr. datiert.